# پاسکال شومی
پاسکال شومِی (به فرانسوی: Pascal Chaumeil) (زادهٔ ۹ فوریهٔ ۱۹۶۱ - درگذشتهٔ ۲۷ اوت ۲۰۱۵) کارگردان و فیلم‌نامه‌نویس اهل فرانسه بود. او بین سال‌های ۱۹۸۲ تا ۲۰۱۵ میلادی فعالیت می‌کرد. شومِی کار خود را به‌عنوان دستیار کارگردان، در دههٔ ۱۹۸۰ آغاز کرد.